# Antocha integra
Antocha integra är en tvåvingeart som beskrevs av Alexander 1940. Antocha integra ingår i släktet Antocha och familjen småharkrankar. Inga underarter finns listade i Catalogue of Life.